# Karl Odermatt
Karl Odermatt (Rickenbach, 17 december 1942) is een Zwitsers voormalig voetballer die speelde als aanvaller.

## Carrière
Odermatt speelde bijna heel zijn carrière voor FC Basel, hij werd vijf keer landskampioen en won drie keer de beker met Basel. Daarnaast werd hij ook Zwitsers voetballer van het jaar in 1973. Met BSC Young Boys won hij de beker in 1977. Hij sloot zijn carrière af in 1983 bij Concordia Basel.
Odermatt maakte zijn debuut in 1965 voor Zwitserland, hij speelde in totaal 50 interlands waarin hij acht keer kon scoren. Hij nam met zijn land deel aan het WK 1966 in Engeland.

## Erelijst
- FC Basel
  - Landskampioen: 1967, 1969, 1970, 1972, 1973
  - Zwitserse voetbalbeker: 1963, 1967, 1975
- BSC Young Boys
  - Zwitserse voetbalbeker: 1977
- Persoonlijk
  - Zwitsers voetballer van het jaar: 1973